# Seuil-d'Argonne
Seuil-d'Argonne é uma comuna francesa na região administrativa de Grande Leste, no departamento de Meuse. Estende-se por uma área de 25,44 km². Em 2010 a comuna tinha 521 habitantes (densidade: 20,5 hab./km²).